# Der Antichrist
Der Antichrist is een filosofisch werk geschreven door Friedrich Nietzsche en werd oorspronkelijk uitgebracht in 1888. Het boek ontstond in de periode voorafgaand aan Nietzsches beruchte zenuwinzinking. In dit werk analyseert Nietzsche de geschiedenis en ontwikkeling van het Christendom, waarbij hij de relatie tussen Jezus' leer en de geïnstitutionaliseerde christelijke kerk kritisch onderzoekt. Het Duitse origineel van de titel, Der Antichrist, is dubbelzinnig maar wordt binnen de context van het boek voornamelijk geïnterpreteerd als Anti-Christelijk. Het werk bevat enkele passages die oorspronkelijk werden onderdrukt, waaronder kritiek op de Christelijke jaartelling en een Decreet tegen het Christendom. 
De ontvangst van Der Antichrist was gemengd, met zowel lof voor de intellectuele analyse als kritiek op de provocatieve toon en inhoudelijke standpunten van Nietzsche.